# Oospila rhodophragma
Oospila rhodophragma är en fjärilsart som beskrevs av Louis Beethoven Prout 1916. Oospila rhodophragma ingår i släktet Oospila och familjen mätare. Inga underarter finns listade i Catalogue of Life.